# Zaitunia
Zaitunia là một chi nhện trong họ Filistatidae.